# Universidad Aalto
Universidad Aalto (en finés: Aalto-yliopisto, en sueco: Aalto-universitetet) es una universidad finlandesa establecida el 1 de enero de 2010, naciendo de la fusión de la Universidad Politécnica de Helsinki, la Universidad de Economía de Helsinki y la Universidad de Arte y Diseño.
La universidad Aalto busca crear una nueva comunidad de ciencias y artes mediante la fusión de las tres universidades existentes en Helsinki de tecnología, economía y arte. La combinación de estas tres instituciones está pensada para abrir nuevas oportunidades en un fuerte ámbito multidisciplinar en lo que respecta a educación e investigación. El nuevo objetivo de la universidad es ser una de las instituciones líderes en el mundo en términos de investigación y educación en lo que concierne a sus especialidades.

## Historia
En el 2004 un grupo de trabajo liderado por Anne Brunila (Ministerio de economía), concluyó que las universidades finlandesas y otras instituciones de educación eran demasiadas y que por tanto necesitaban consolidarse. En 2005, Yrjö Sotamma, presidente por entonces de la Universidad de Arte y Diseño, propuso en el discurso de apertura del 2005, fusionar la universidad Aalto.
Esta idea fue acogida con gran atención por el Ministerio de Educación de Finlandia; fue Raimo Sailes (encargado oficial del Ministerio de Economía), el que propuso investigar dicha propuesta de fusión. El reporte de Sailas consideraba que fusionar las tres instituciones sería beneficioso para la presencia internacional de la educación y economía Finlandesa. El 11 de noviembre el gobierno finlandés decidió llevar a cabo el proyecto.
El 29 de mayo del 2008 fue anunciado que el nombre de la universidad sería Aalto, en honor al reconocimiento de Alvar Aalto. El ministro de educación por aquel entonces, Sair Sarkomaa, junto los representantes de la industria y organizaciones profesionales, firmó la carta de la universidad Aalto el 25 de junio de 2008 en Helsinki. El 19 de diciembre del 2008 la catedrática en genética molecular Tuula Teeri fue seleccionado por el comité para ser el primer presidente de la universidad Aalto.
La Universidad Aalto empezó a funcionar el 1 de enero de 2010.

## Administración y organización
La universidad está gobernada por siete miembros pertenecientes al comité de la fundación de la universidad Aalto.:
- Dr. Matti Alahuhta (CEO, Kone Corporation)
- Dr. Robert A. Brown (Presidente, Universidad de Boston)
- Dr. Anne Brunila (Vicepresidente ejecutivo, Corporate Relations and Sustainability, Fortum Oyj)
- Prof. Bengt R. Holmström (MIT)
- Prof. Marja Makarow (Univ. Helsinki, ERC)
- Prof. Saku Mantere (Hanken School of Economics)
- Dr. Anna Valtonen (Rector, Umeå Institute of Design )

El comité decide la estrategia a seguir por la fundación, así como las operaciones y finanzas. 
La universidad está organizada en tres escuelas: escuela de ciencia y tecnología, escuela de economía y escuela de arte y diseño, cada una de ellas gobernadas por un decano. La asociación de estudiantes de la universidad Aalto (AYY) , es la representación estudiantil de la universidad a la cual todos los estudiantes pertenecen. La junta de gobierno de dicha asociación consiste en un grupo de alumnos elegidos por los estudiantes.

## Emblemas
El emblema de la universidad Aalto fue creado como resultado de la fusión de la universidad, este consiste en la letra A en color negro, seguido de los símbolos !, ? o ", los cuales pueden ser de color rojo, amarillo o azul. Una de estas nueve posibles combinaciones es elegida aleatoriamente.

## Universidad Aalto Escuela de Ciencia y Tecnología
Universidad Aalto Escuela de Ciencia y Tecnología (TKK) (en finés: Aalto-yliopiston teknillinen korkeakoulu; en sueco: Aalto-universitets tekniska högskola), antiguamente Universidad Politécnica de Helsinki, es una de las tres escuelas que constituyen la universidad Aalto. Su campus está ubicado en Otaniemi, Espoo en el Área Metropolitana de Helsinki. Fundada en 1849 por Grand Duke Nicholas I, TKK recibió el estatus de universidad en 1908 y fue incorporada en la universidad Aalto junto con la Universidad de Economía de Helsinki y la Universidad de Arte y Diseño en 2010. En 1966, la por entonces Universidad Politécnica de Helsinki traslado su ubicación desde el centro de Helsinki al actual campus en Otaniemi, el cual fue diseñado por el arquitecto de renombre Alvar Aalto y su socia Elissa Aalto. El Campus también cuenta con edificios de reconocidos arquitectos fineses como la Capilla Luterana de Kaija y Heikki Siren y el Centro de Estudiantes Dipoli de Raili y Reima Pietilä.
La escuela tiene 246 profesores y aproximadamente 15.000 estudiantes divididos en cuatro facultades, estudiando en 19 titulaciones de grado y master.

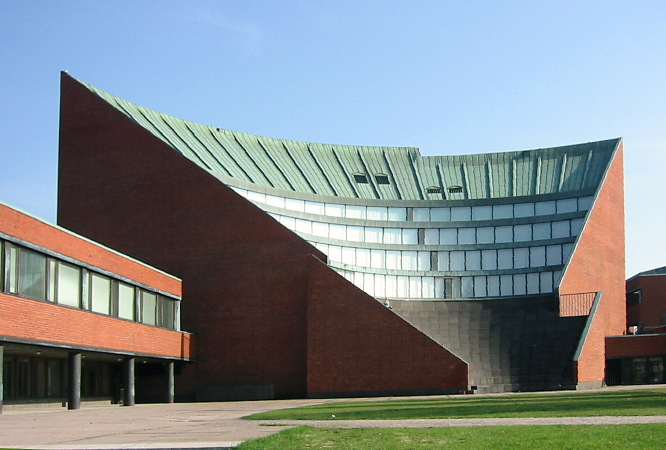
Auditorio principal del campus, construido por Alvar Aalto. El anfiteatro contiene el auditorio principal del edificio, cuyo exterior puede ser utilizado para otro tipo de actividades.

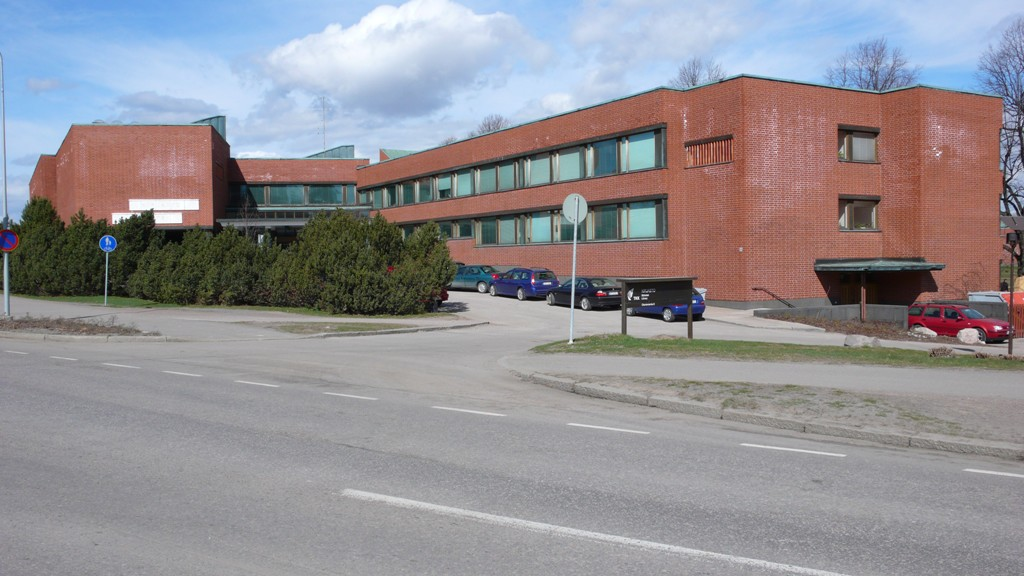
Biblioteca principal de la Escuela de Ciencia y Tecnología, diseñada por Alvar Aalto y construida en 1970.

### Facultades
La Escuela de Ciencia y Tecnología está organizada en cuatro facultades, cada una de ella separadas en departamentos y laboratorios, además de algunas organizaciones que no operan bajo ninguna facultad.
- Facultad de Química y Materiales  Archivado el 7 de octubre de 2010 en Wayback Machine.
  - Departamento de Biotecnología y Tecnología Química  Archivado el 13 de agosto de 2011 en Wayback Machine.
  - Departamento de Química  Archivado el 13 de agosto de 2011 en Wayback Machine.
  - Departamento de Ciencias Material e Ingeniería  Archivado el 28 de julio de 2009 en Wayback Machine.
  - Departamento de Forest Products Technology  Archivado el 16 de enero de 2012 en Wayback Machine.

- Facultad de Electronics, Communications y Automation 
  - Departamento de Automation y Systems Technology  Archivado el 22 de octubre de 2009 en Wayback Machine.
  - Departamento de Electronics 
  - Departamento de Micro y Nanosciences  Archivado el 2 de febrero de 2010 en Wayback Machine.
  - Departamento de Radio Science y Engineering 
  - Departamento de Signal Processing y Acoustics  Archivado el 25 de enero de 2010 en Wayback Machine.
  - Departamento de Electrical Engineering 
  - Departamento de Communications y Networking 
  - Metsähovi Radio Observatory

- Facultad de Engineering y Architecture  Archivado el 26 de agosto de 2010 en Wayback Machine.
  - Departamento de Architecture 
  - Departamento de Energy Technology  Archivado el 30 de mayo de 2009 en Wayback Machine.
  - Departamento de Engineering Design y Production  Archivado el 27 de enero de 2010 en Wayback Machine.
  - Departamento de Surveying  Archivado el 13 de julio de 2009 en Wayback Machine.
  - Departamento de Structural Engineering y Building Technology  Archivado el 12 de agosto de 2011 en Wayback Machine.
  - Departamento de Applied Mechanics  Archivado el 11 de agosto de 2011 en Wayback Machine.
  - Departamento de Civil y Environmental Engineering  Archivado el 13 de agosto de 2011 en Wayback Machine.
  - TKK Lahti Center  Archivado el 30 de marzo de 2009 en Wayback Machine.
  - Centre for Urban y Regional Studies YTK  Archivado el 10 de octubre de 2009 en Wayback Machine.

- Facultad de Información y Ciencias Naturales  Archivado el 29 de septiembre de 2010 en Wayback Machine.

- - Departamento de Biomedical Engineering y Computational Science 
  - Departamento de Mathematics y Systems Analysis 
  - Departamento de Media Technology 
  - Departamento de Applied Physics 
  - Departamento de Information y Computer Science 
  - Departamento de Computer Science y Engineering 
  - Departamento de Industrial Engineering y Management  Archivado el 19 de octubre de 2009 en Wayback Machine.
  - BIT Research Centre 
  - Centro de idiomas  Archivado el 22 de septiembre de 2007 en Wayback Machine.

- TKK Librería principal
- Lifelong Learning Institute Dipoli
- Laboratorio de baja temperatura

### Investigación
La Escuela de Ciencia y Tecnología de la universidad Aalto participa en 12 centros de excelencia seleccionados por la Academia Finlandesa representando los últimos avances en investigación del país y recibiendo a la vez de manera separada subvenciones desde la academia.
Los investigadores de la Escuela de Ciencia y Tecnología han conseguido notables avances en diferentes campos; destacando en investigación con bajas temperaturas (actualmente poseen el récord mundial de la temperatura más baja obtenida en la Tierra), desarrollo de dispositivos y metodologías en nanotecnología, comunicaciones en dispositivos móviles, procesado de madera y redes neuronales, con el profesor Teuvo Kohonen.